# Chronologie de l'Algérie

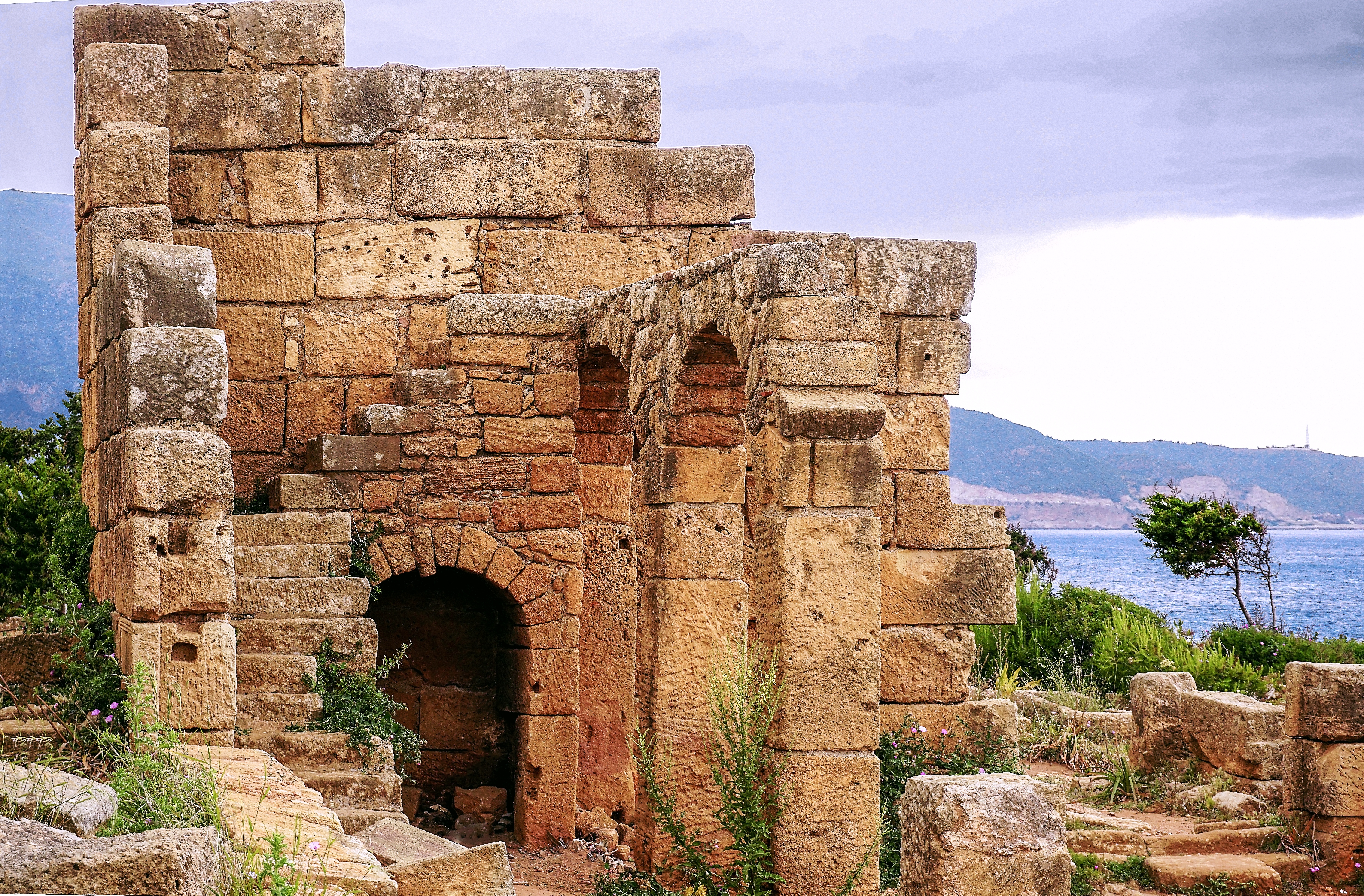
Ruines d'un temple romain à Tipaza, Algérie

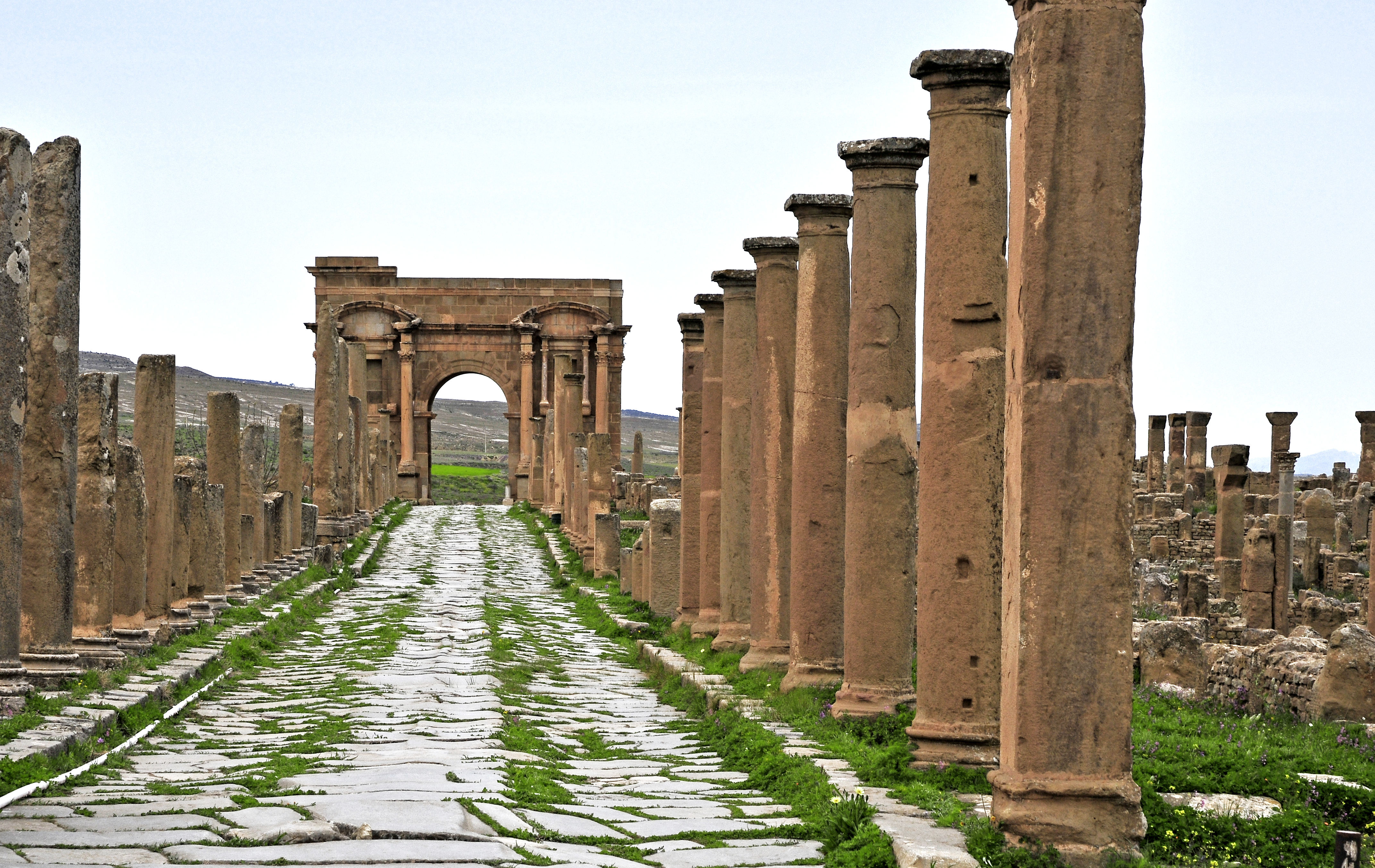
Les ruines du "Decumanus Maximus" et de l'Arc de Trajan à Timgad, Algérie

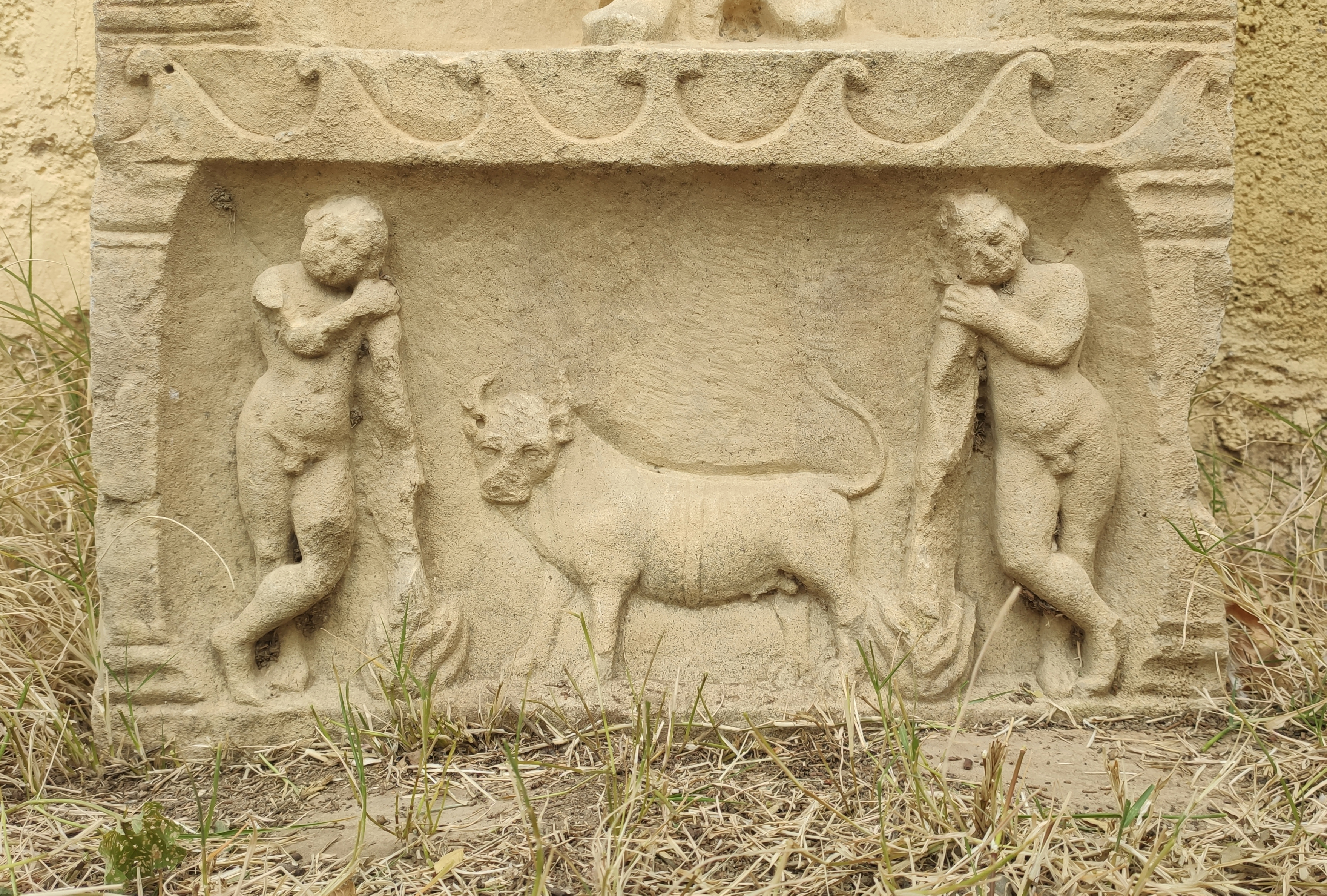
Stèle funéraire à Timgad, Algérie

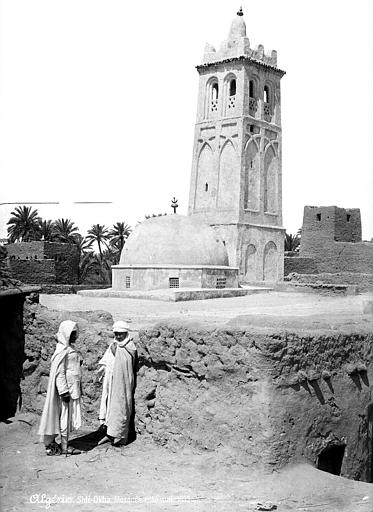
Mosquée de Sidi-Okba en 1893, Algérie

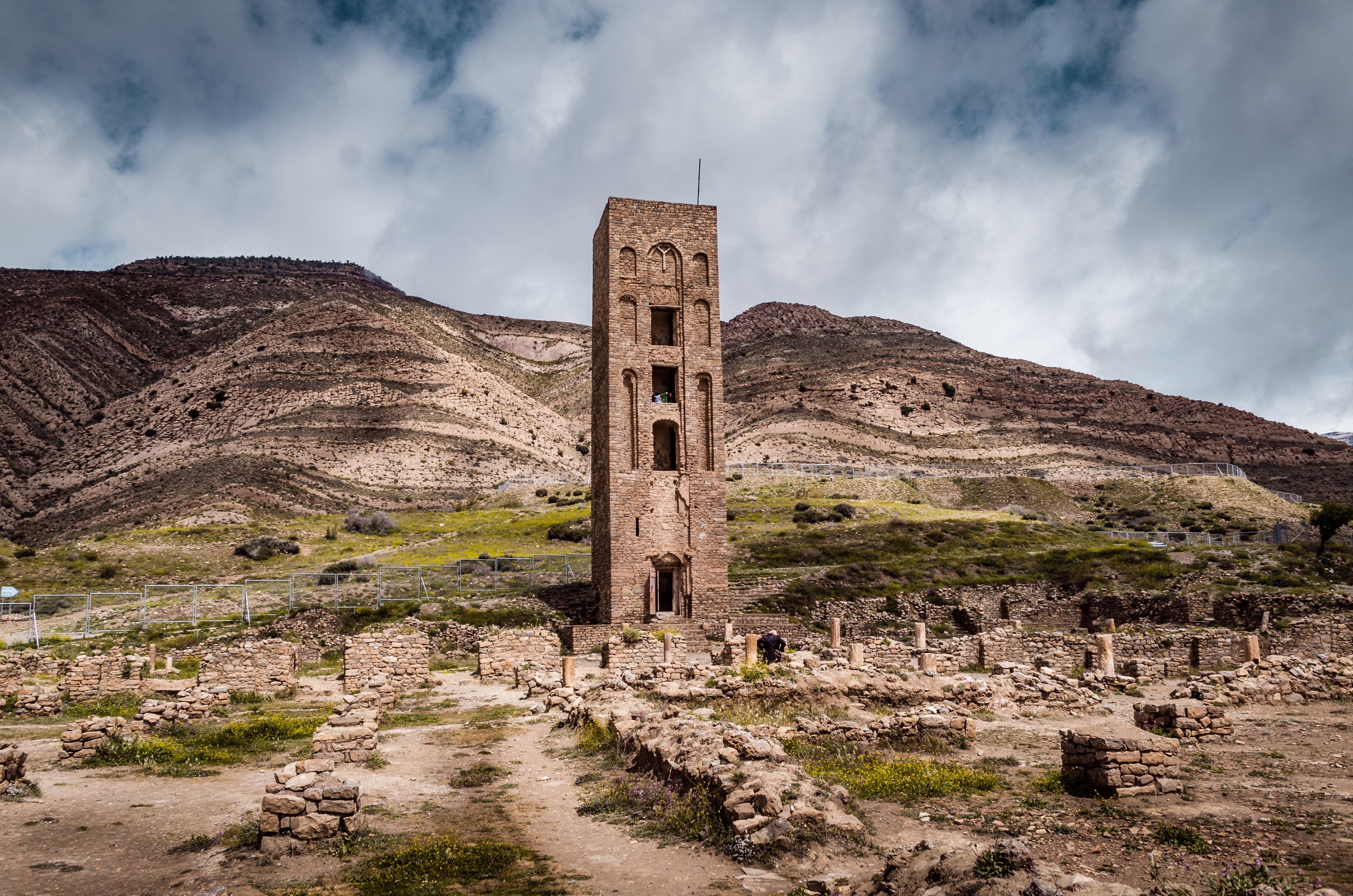
Kalâa des Béni Hammad, Algérie

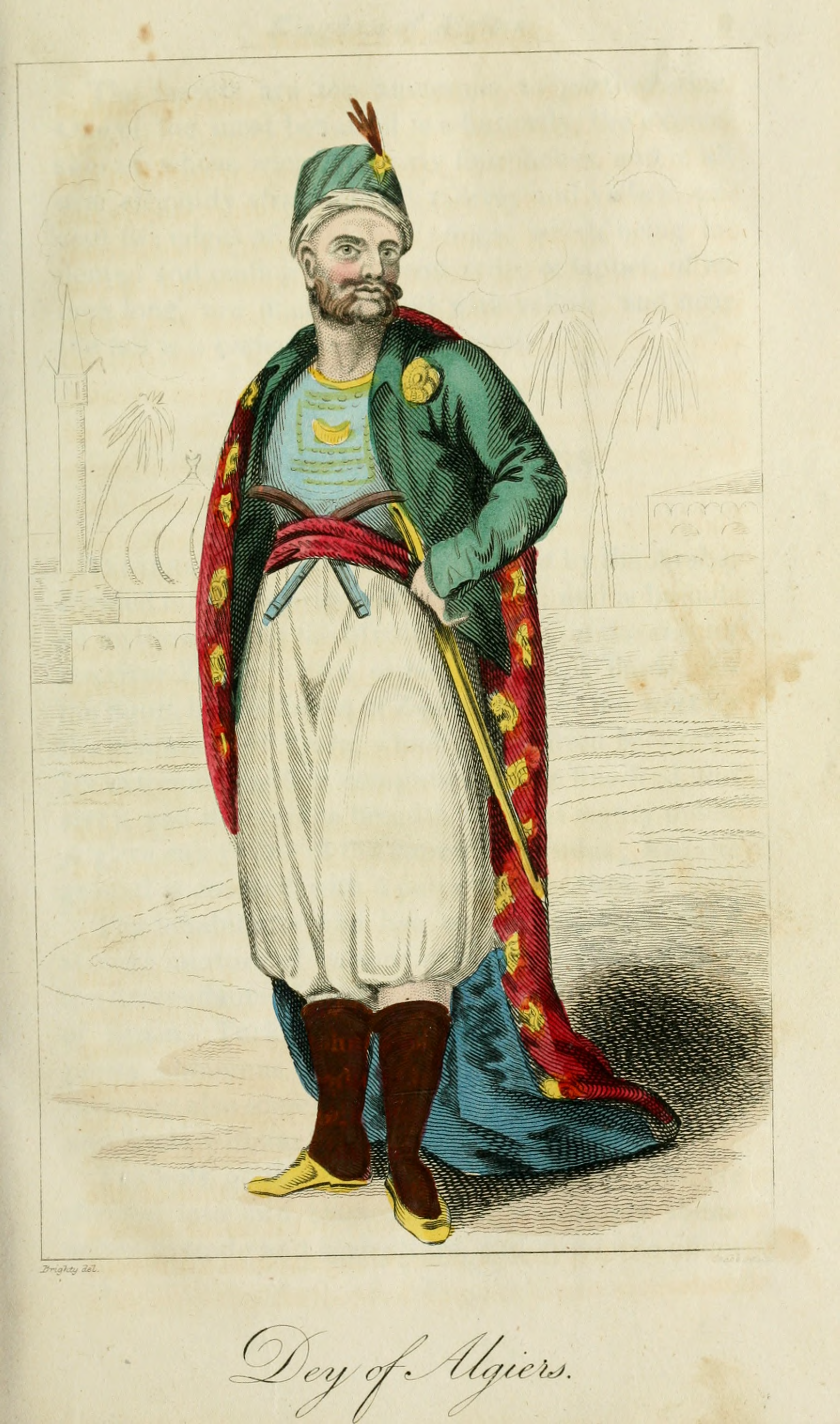
Le Dey d'Alger, 1817, Algérie

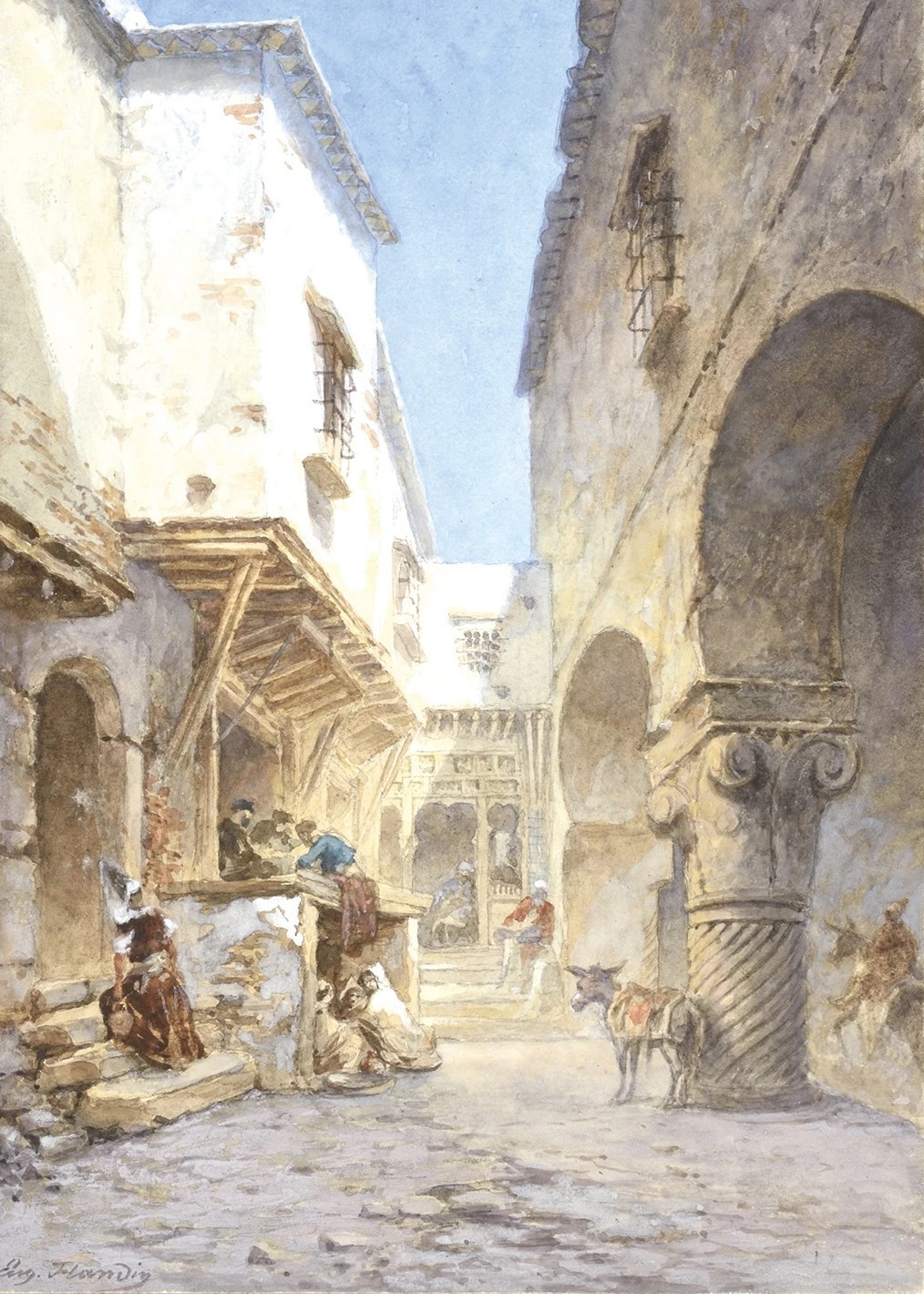
Casbah du vieil Alger, Eugène Flandin, 1837, Algérie

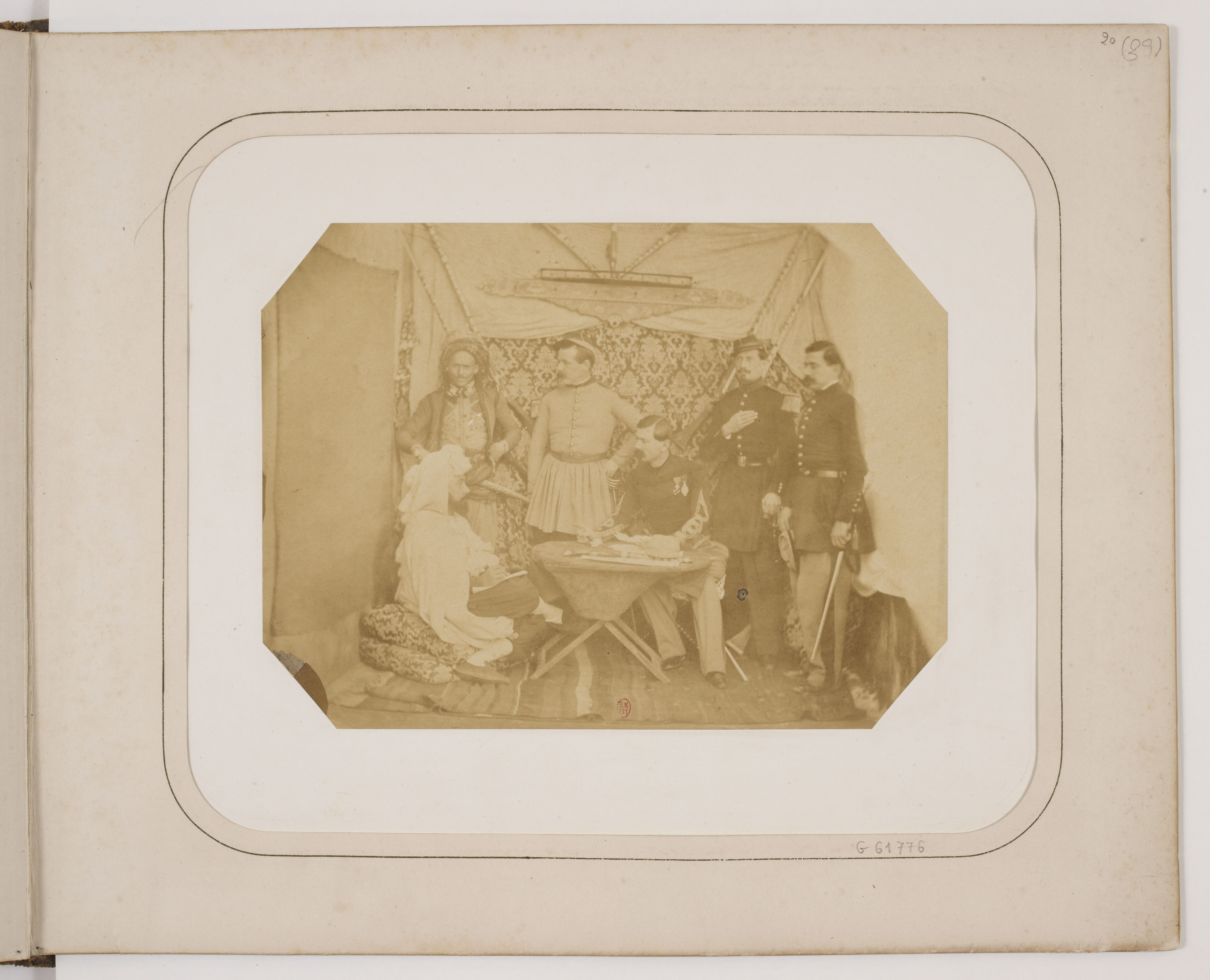
Colonisation française de l'Algérie et voyage de Napoléon III en 1865

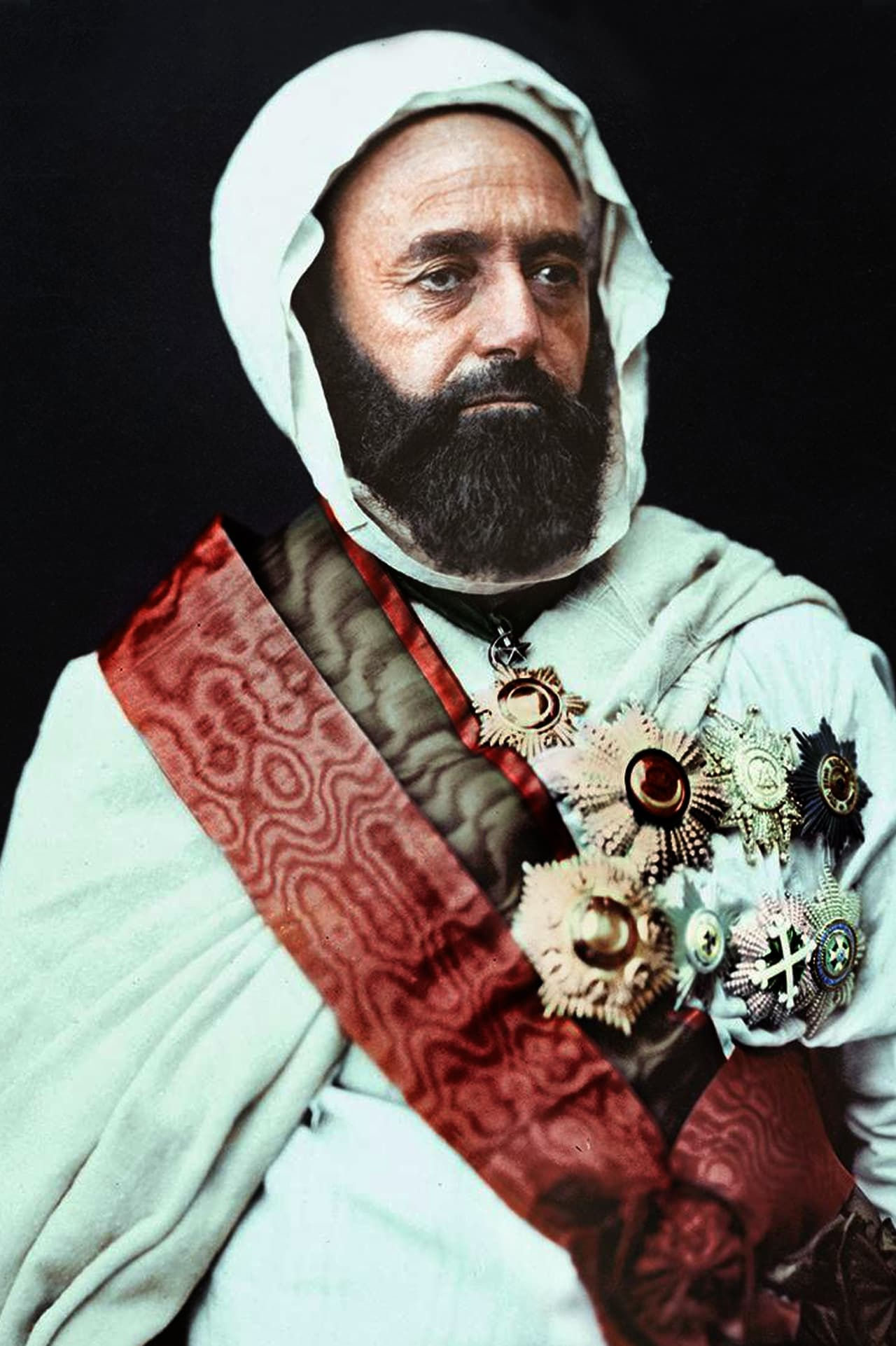
AbdelKader Ibn Muhieddine (1808-1883)

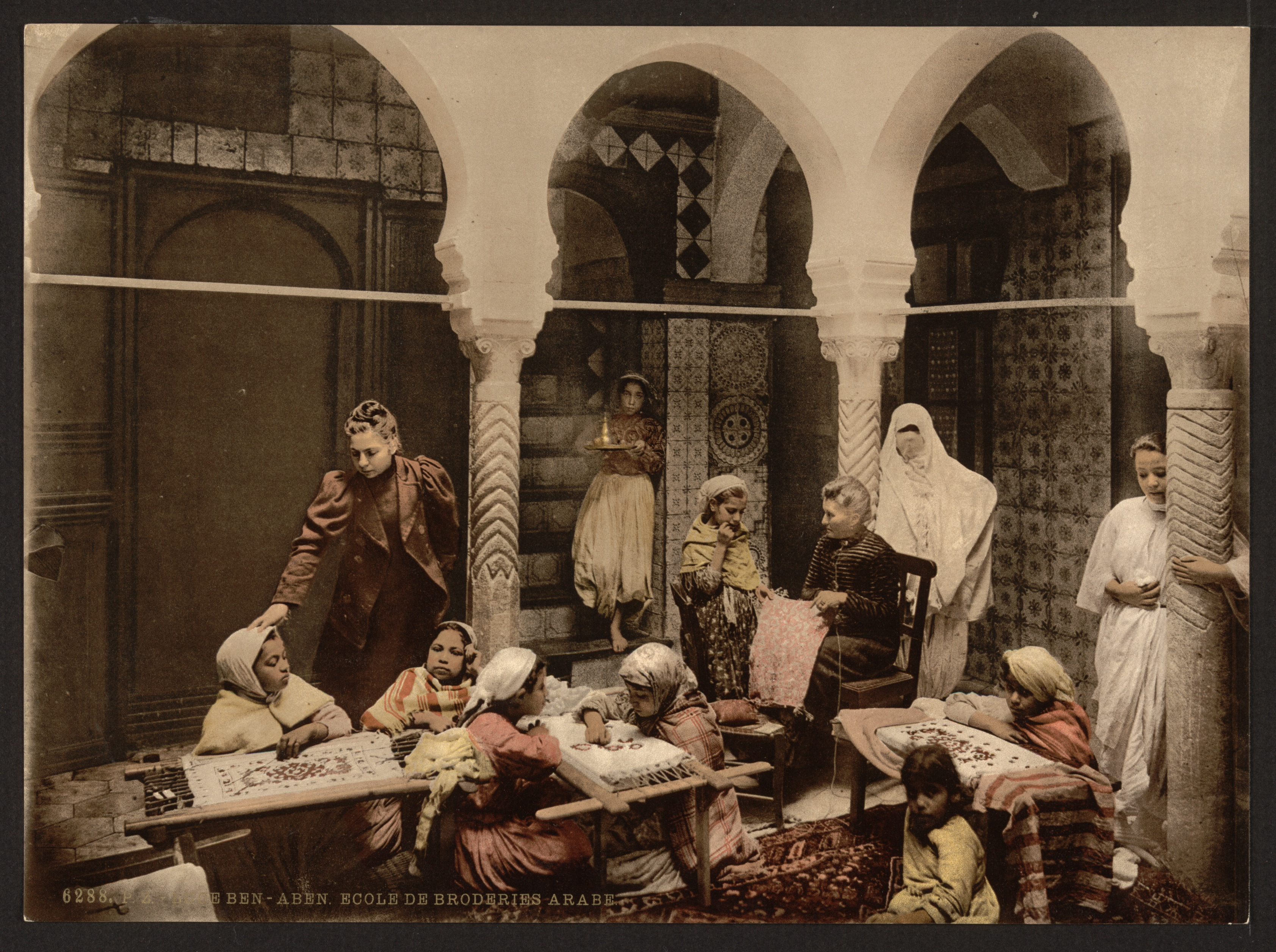
École de broderie arabe, Alger, photochrome, 1899, Algérie

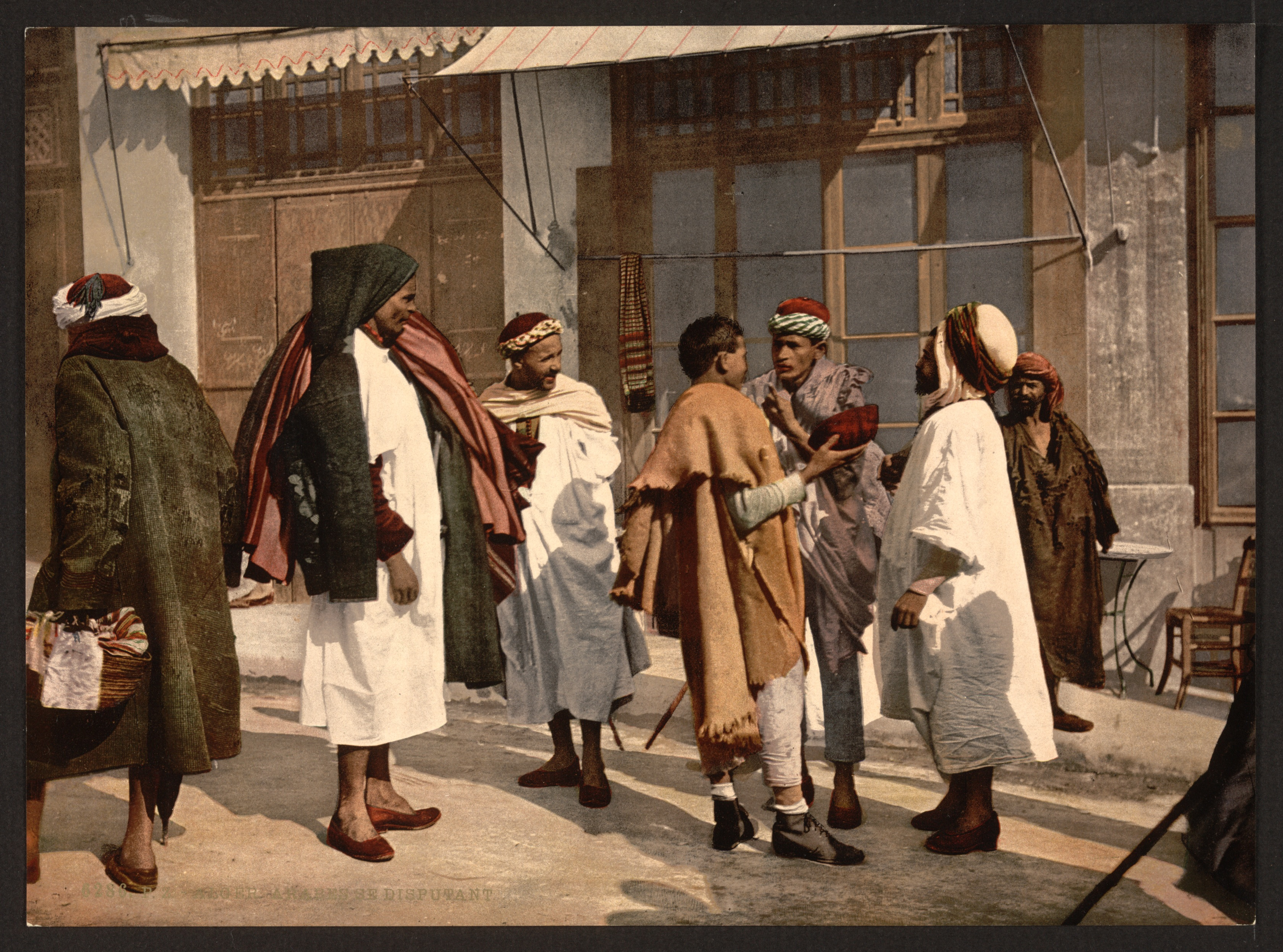
Arabes se disputant, Alger, photochrome, 1899, Algérie

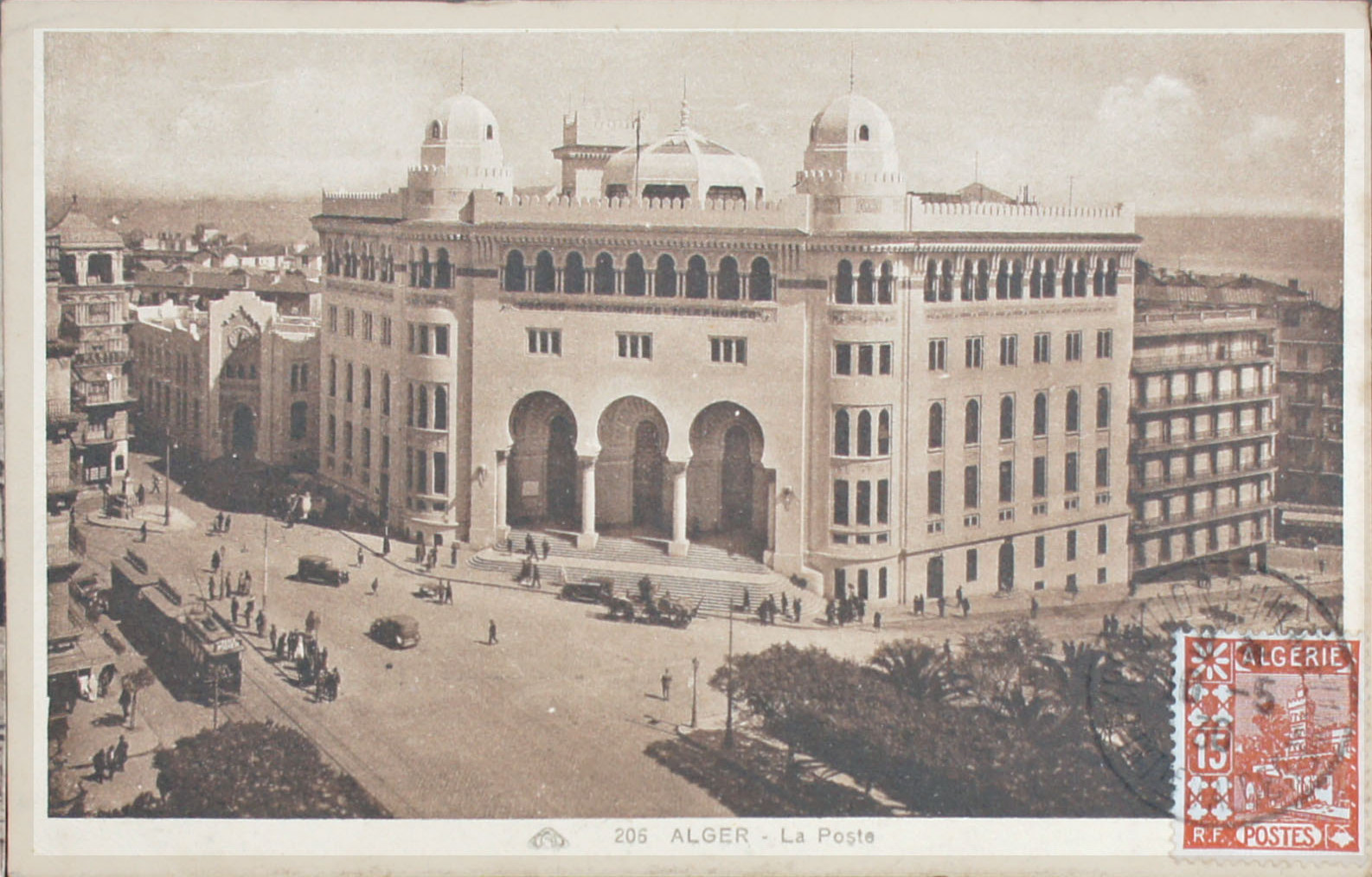
La grande Poste d'Alger en 1930, Algérie.

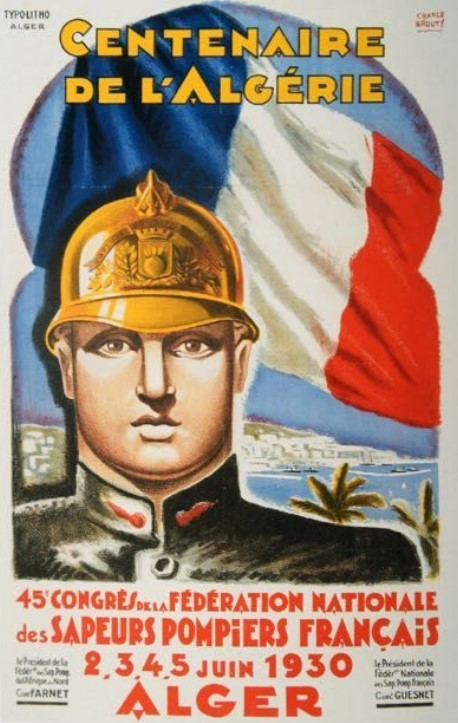
Affiche du 45ème congrès de la fédération nationales des Sapeurs-Pompiers Français le 2, 3, 4 et 5 Juin 1930 à Alger, Algérie.

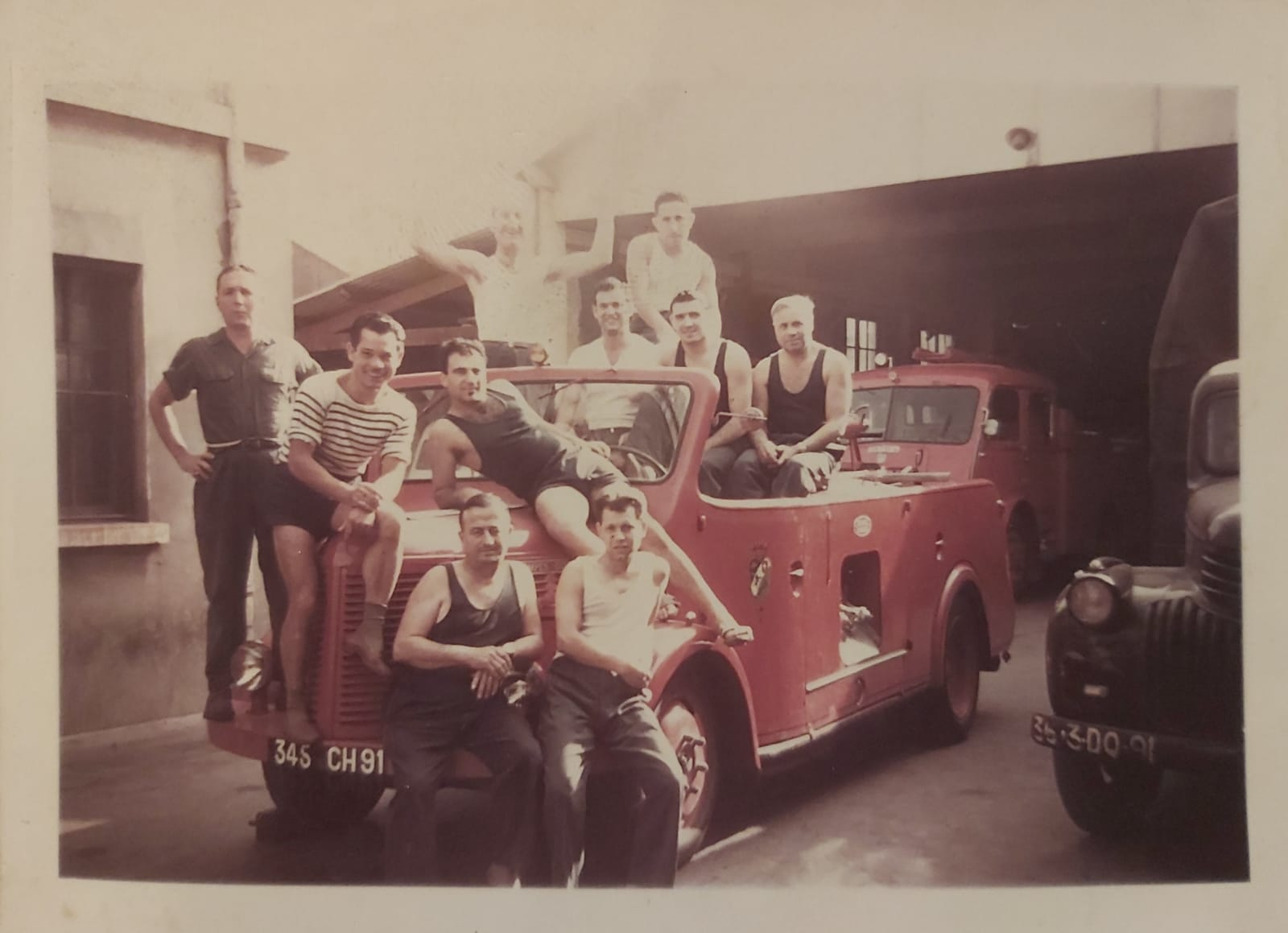
Sapeurs-pompiers de la ville d'Alger sur un véhicule de premier secours Laffly en 1949, Algérie.

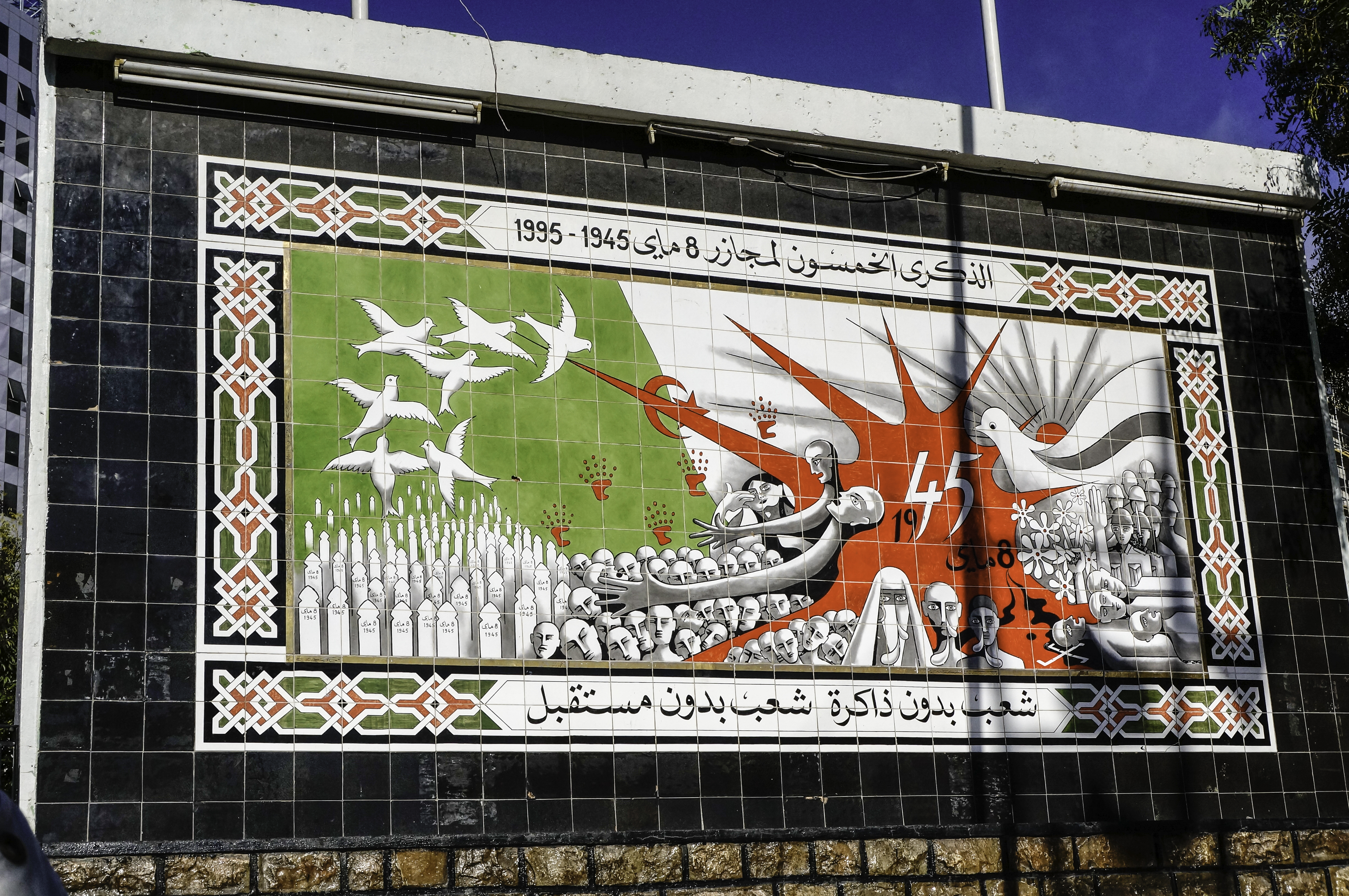
Monument en hommage aux victimes de la révolte de Sétif en 1945, Algérie.

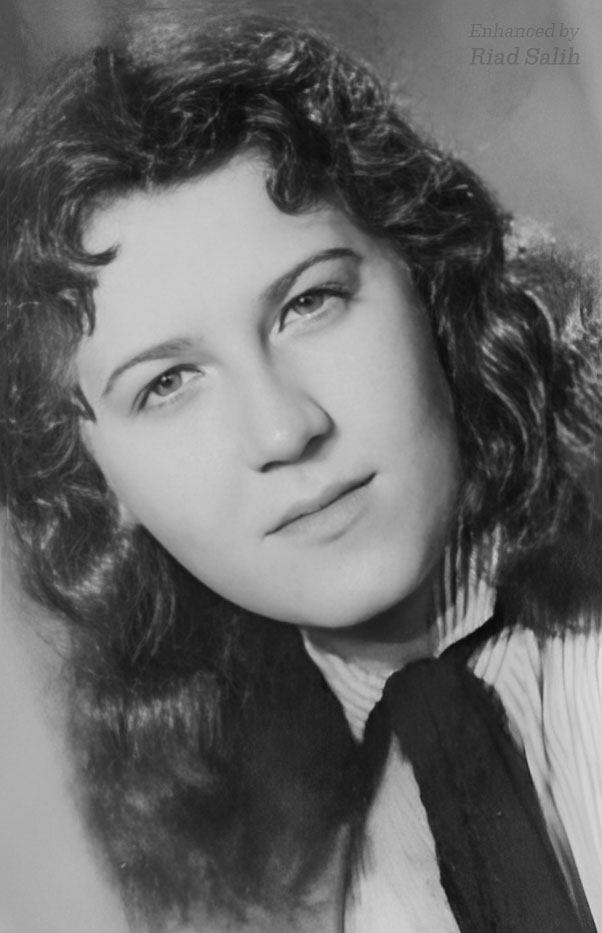
Hassiba Ben Bouali, Algérie

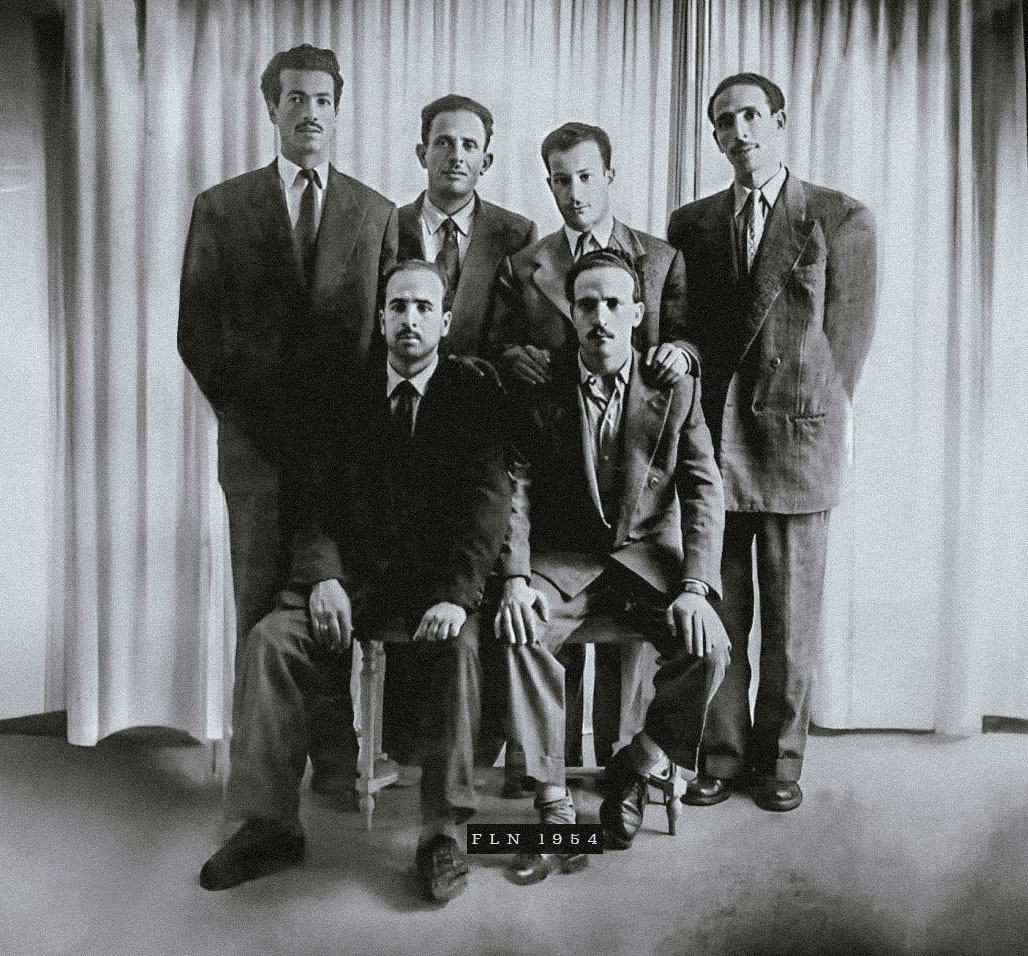
Six chefs du FLN avant le déclenchement de la «Révolution du 1er novembre 1954 », AlgérieDebout, de gauche à droite : Rabah Bitat, Mostefa Ben Boulaïd, Didouche Mourad et Mohammed Boudiaf.
Assis : Krim Belkacem à gauche, et Larbi Ben M'Hidi à droite.

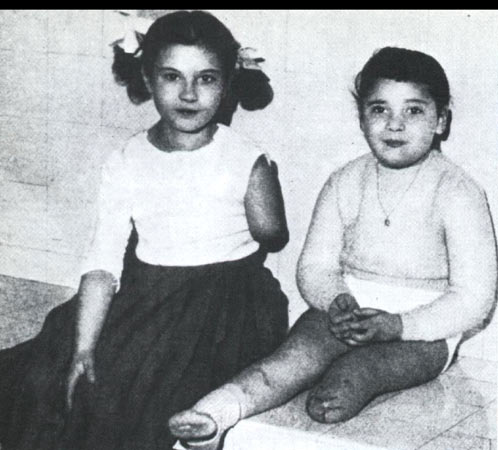
Danielle Michel-Chich et Nicole G, victimes de l'attentat du Milk Bar à Alger, durant la guerre d'Algérie.

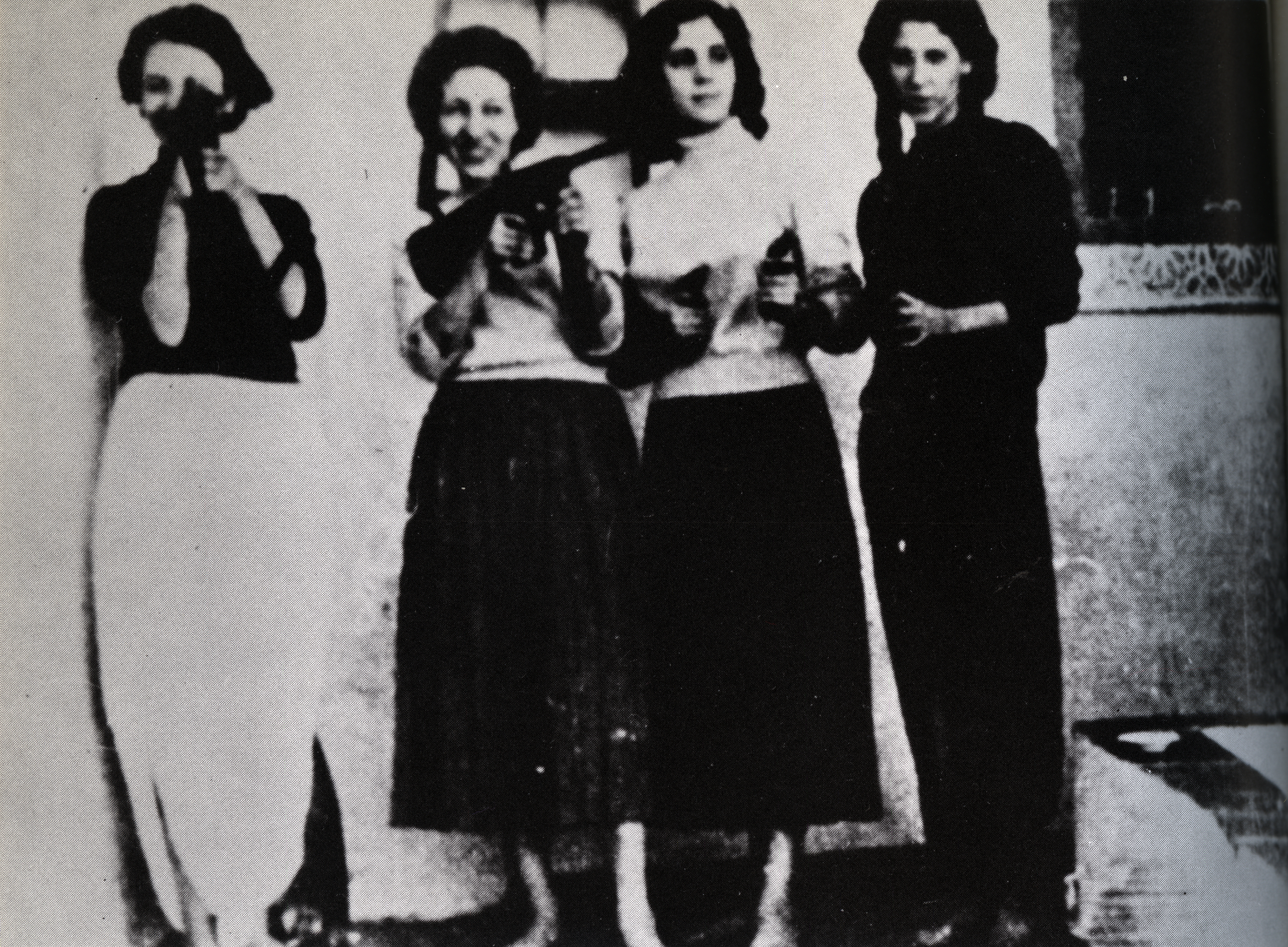
Les "poseuses de bombes", de gauche à droite : Samia Lakhdari, Zohra Drif, Djamila Bouhired et Hassiba Ben Bouali vers 1956. pendant la guerre d'Algérie

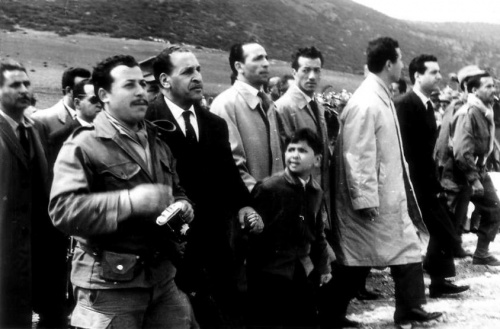
Abbas, Boudiaf, Bitat, Ben Bella et Ait Ahmed en 1962

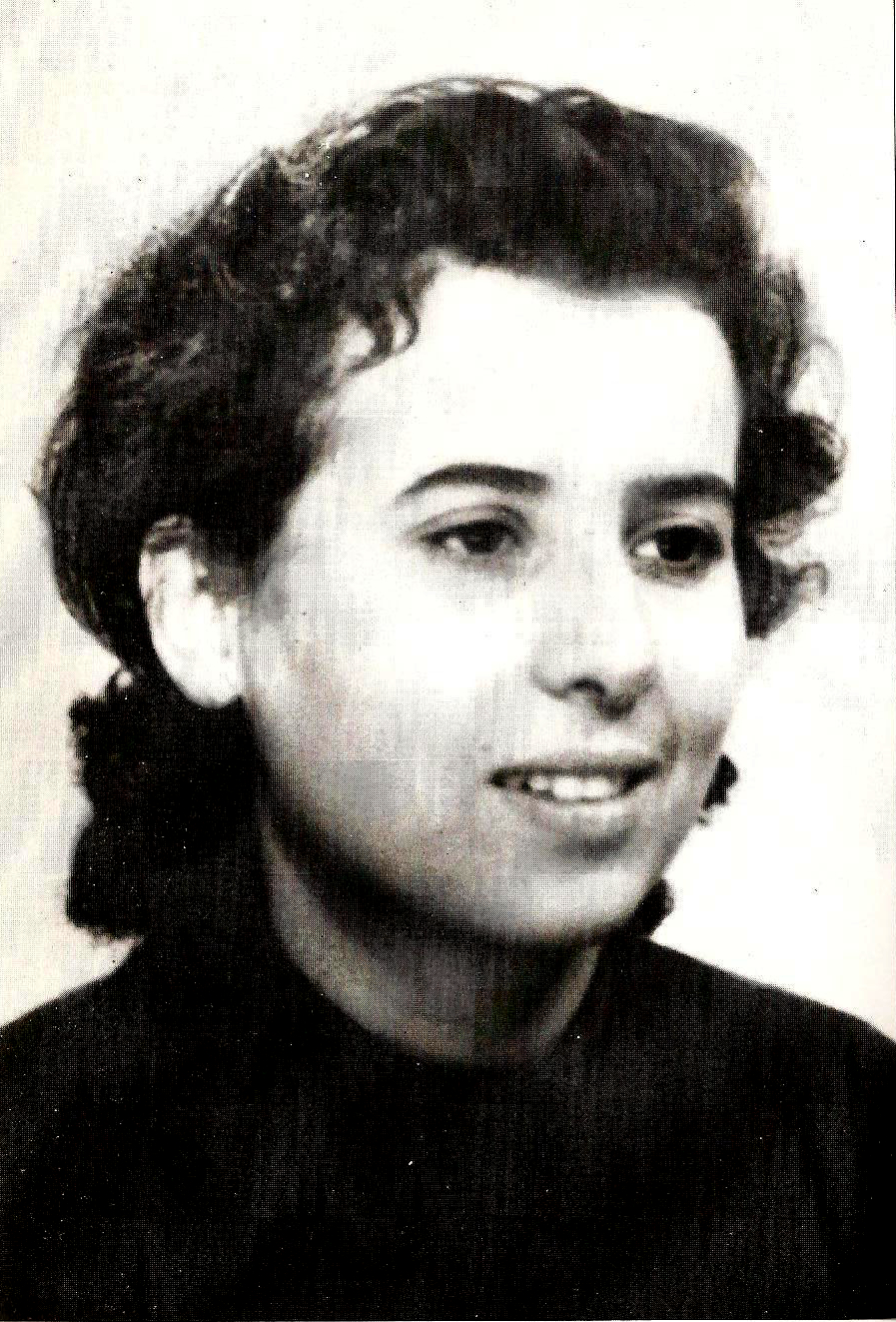
Fatiha Bouhired

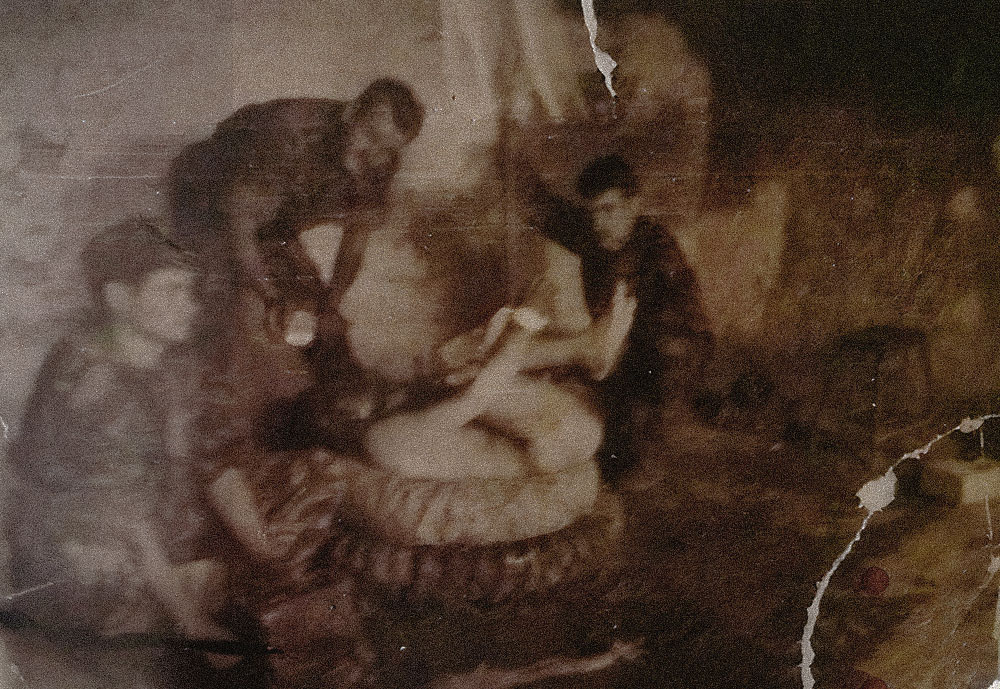
Torture pendant la guerre d'Algérie, Teleghma, 1961

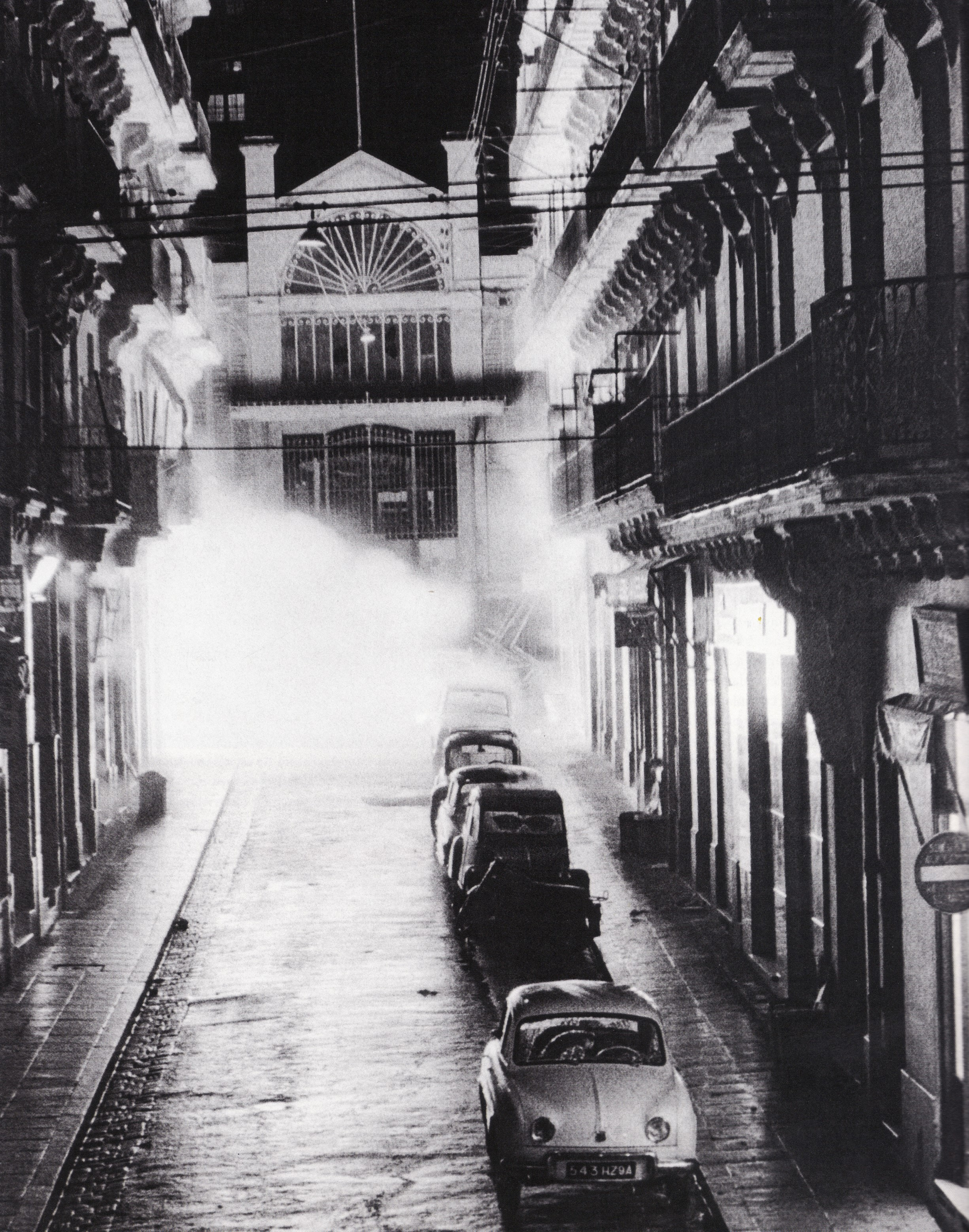
Terrorisme de l'OAS à Bab El Oued pendant la guerre d'Algérie.

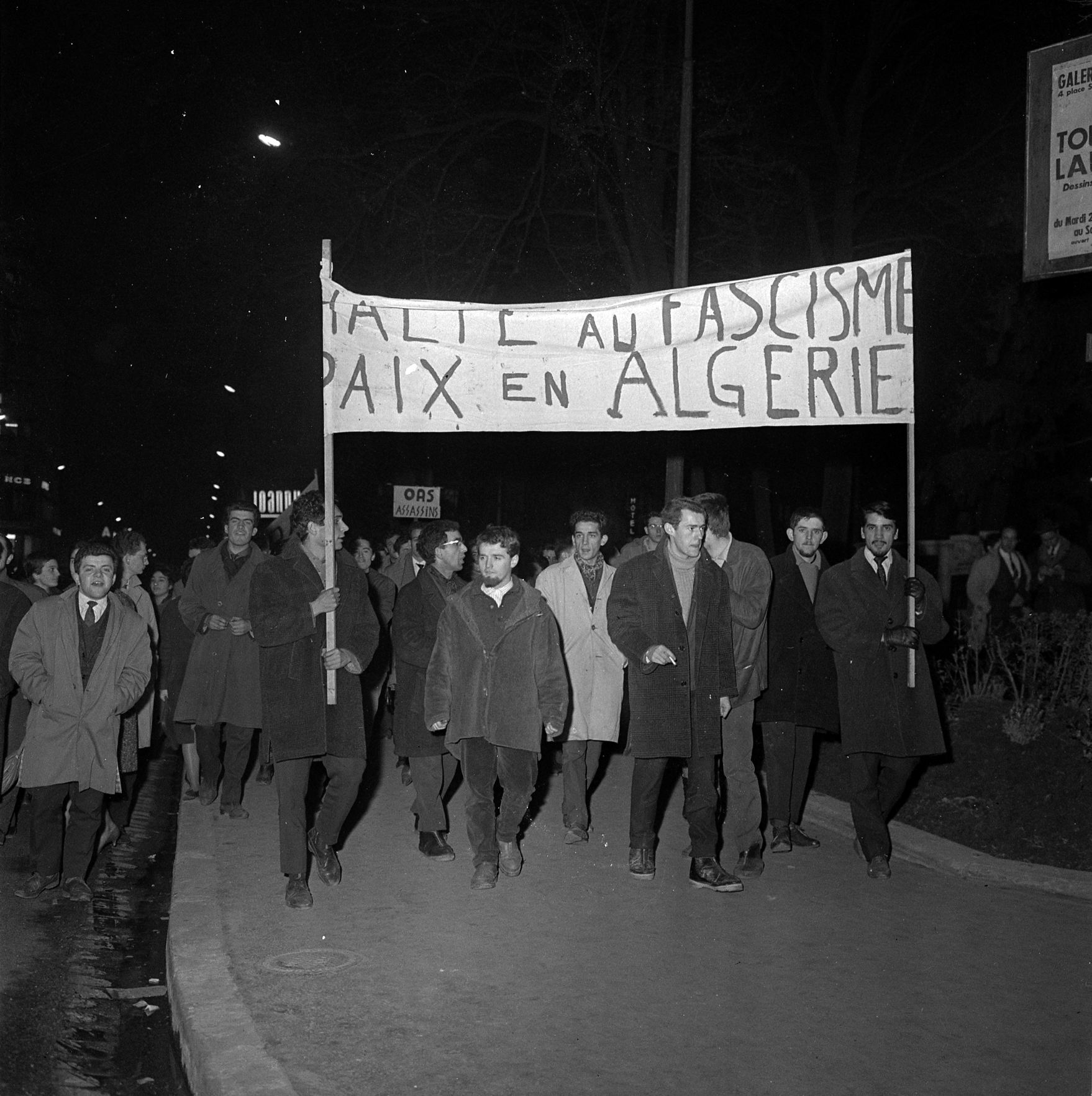
Groupe d'hommes tenant une banderole disant "Halte au fascisme, paix en Algérie" dans le cadre d'une manifestation anti-OAS à Toulouse.

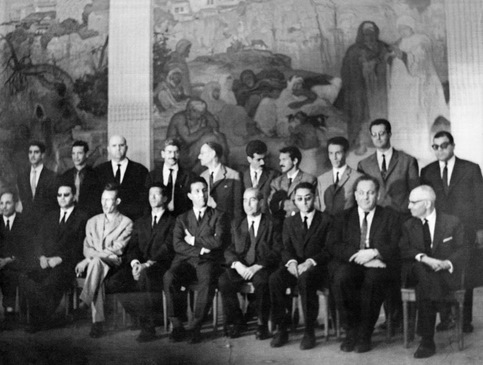
Le premier gouvernement algérien en 1962

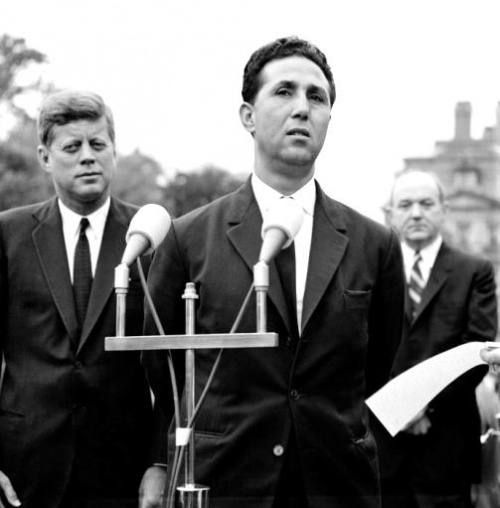
Ahmed Ben Bella aux États-Unis en octobre 1962

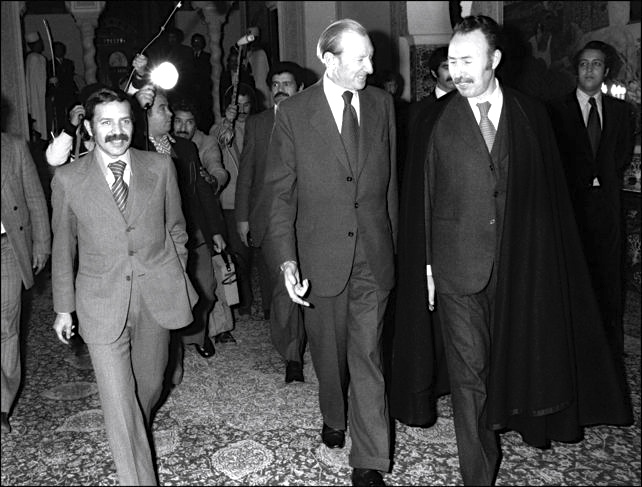
Abdelaziz Bouteflika et Houari Boumédiène en 1975

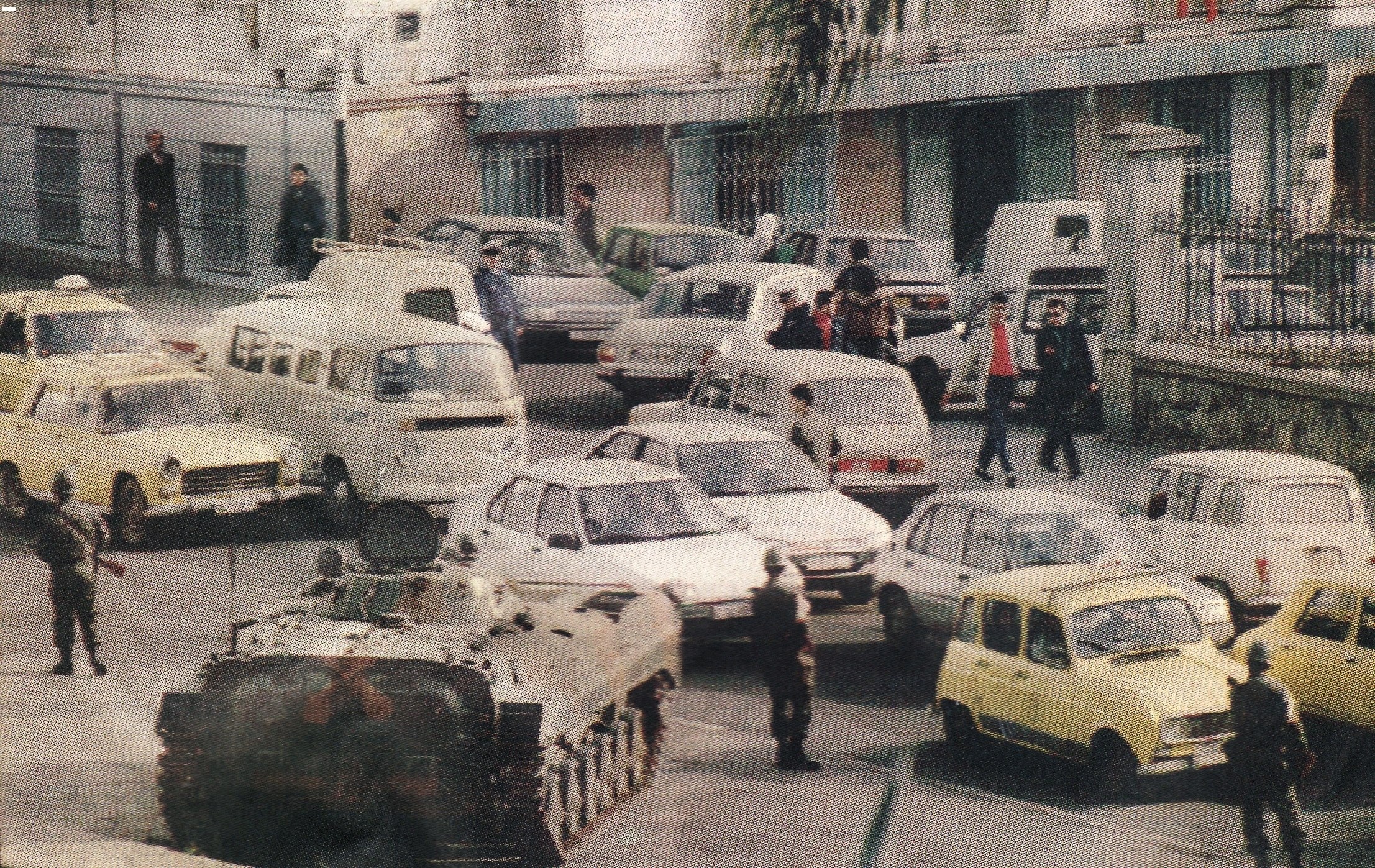
Arrêt du processus électoral de 1991 en Algérie

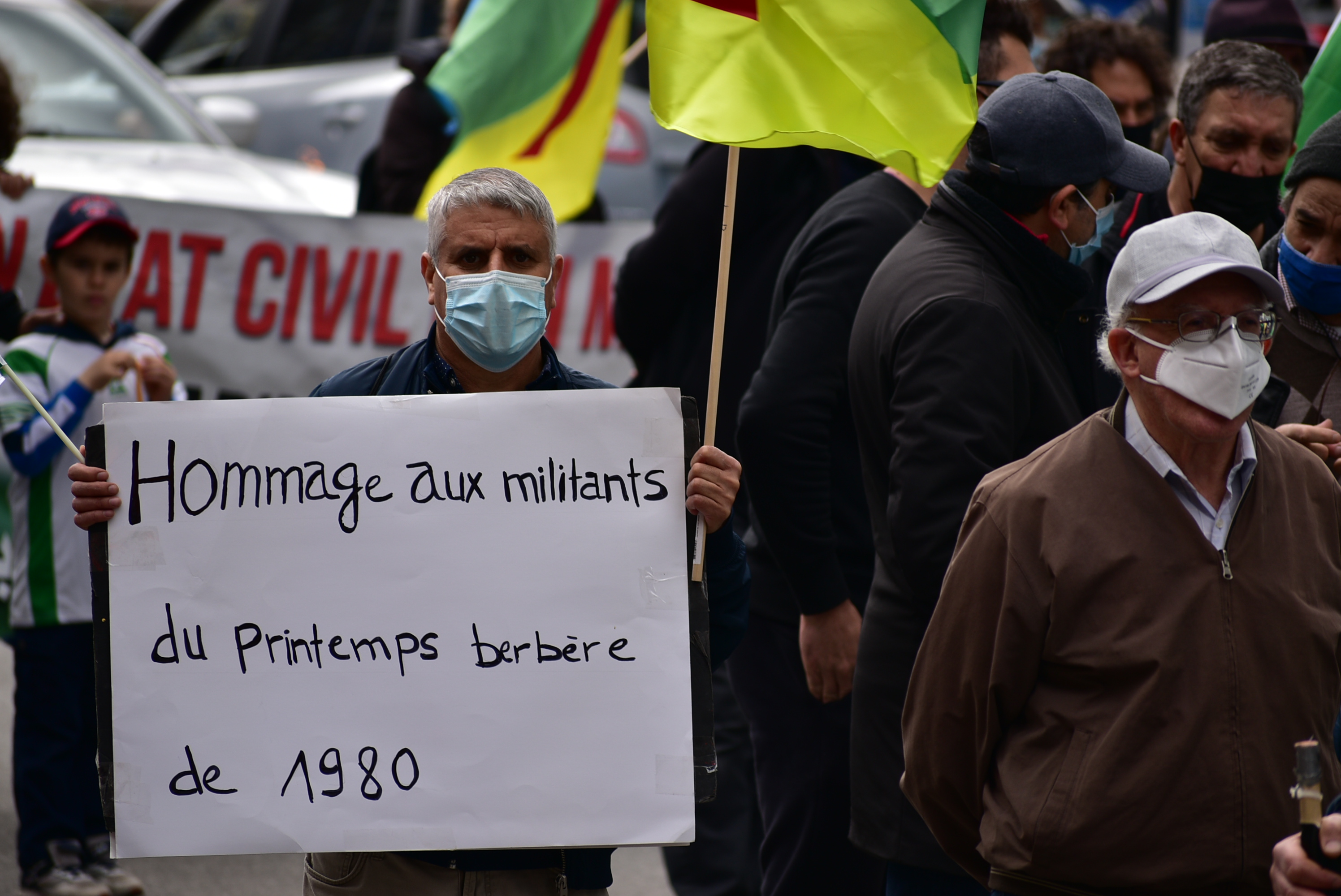
Hommage au Printemps berbère pendant les manifestations du Hirak algérien en 2021

Cette page présente une chronologie de l'Algérie.

## Ère antique

### Avant J.-C.
- XIe siècle av. J.-C. : extension des phéniciens dans la région[1].
- 950 av. J.-C. : début du calendrier berbère par la victoire du roi Sheshonq Ier[2].
- IVe siècle av. J.-C. : royaumes des Massyles et des Massaesyles[1].
- Vers 300 av. J.-C. : construction du Medracen[1].
- Fin du IIIe siècle av. J.-C. : règne de Syphax dans le royaume des Massaesyles[1].
- 203 av. J.-C. - 148 av. J.-C. : règne de Massinissa[1], unification de la Numidie[3].
- 148 av. J.-C. - 118 av. J.-C. : règne de Micipsa en Numidie[4].
- 111 av. J.-C. - 104 av. J.-C. : guerre de Jugurtha[1], contre Rome[5].
- 27 av. J.-C. : rattachement de la Numide à l'Afrique proconsulaire[6].
- 25av. J.-C. - 24 : règne de Juba II en Maurétanie[6].

### Après J.-C.
- 17 - 24 : révolte de Tacfarinas[6].
- 40 - 42 : annexion de la Maurétanie par Rome[6].
- 100 : fondation de Timgad et de Djemila[6].
- IIe siècle et IIIe siècle : révoltes en Maurétanie[6].
- 307 : début du donatisme[6].
- 372 - 375 : révolte de Firmus[7].
- 380 : le christianisme devient la religion officielle de l'Empire romain[7].
- Ve siècle et VIe siècle : pouvoir vandale en Afrique du Nord[7].
- Ve siècle : royaume berbère dans les Aurès[7].
- 533 : début de la reconquête byzantine[7].
- VIe siècle : organisation d’États berbères[8], lutte des Byzantins contre ces royaumes[7].

## Ère des dynasties arabo-berbères

### DuVIIeauXesiècle
- 647 : premiers raids arabo-musulmans sur le Maghreb[9].
- 693 - 696: édification de la mosquée de Sidi Okba[9].
- fin VIIe siècle - début VIIIe siècle : révolte berbère conduite par la reine Kahena[7].
- 739 : révolte kharidjite de Maysra à l'ouest jusqu'au Chelif[9].
- 761 : fondation de la ville de Tahert[10].
- 767 : expédition vers l’est d'Abou Qurra du royaume sufrite de Tlemcen, uni aux kharidjites de Tahert et du djebel Nefoussa, ils cernent le gouverneur abbasside dans la forteresse de Tobna[11].
- 777 : début du règne de la dynastie des Rostémides[9].
- 894 : arrivée de Ubayd Allah al-Mahdi en Petite Kabylie[9].
- 902 : fondation de la ville d'Oran par les Andalous[12].
- 909 : fin du règne de la dynastie des Rostémides, après la prise de leur capitale Tahert par les Kutamas[13].
- 909 : début du règne de la dynastie des Fatimides[9].
- 935 : début de la construction d'Achir[14].
- 943 - 947 : révolte kharidjite anti-fatimide d’Abu Yazid[9].
- 960 : fondation d'Alger par le ziride Bologhine ibn Ziri[9].
- 972 : début du règne de la dynastie des Zirides[9].

### DuXIeauXVesiècle
- 1007 : fondation de la Kalâa des Béni Hammad[9].
- 1012 : fondation d'El Atteuf, la plus ancienne ville du Mzab[9].
- 1015 : début du règne de la dynastie des Hammadides[9].
- 1051 : arrivée des premiers Hilaliens, Arabes bédouins[9].
- 1056 : début du règne de la dynastie des Almoravides[15].
- 1064 : fondation de la ville de Béjaïa par les Hammadides[16]
- 1075 : prise de Tlemcen par les Almoravides[17].
- 1090 : transfert de la capitale hammadide à Béjaïa[9].
- 1130 : début du règne de la dynastie des Almohades[15].
- 1152 : prise de Béjaïa par les Almohades et fin du règne de la dynastie des Hammadides[15].
- 1184 : attaques des Beni Ghania sur les villes du Maghreb central[18].
- 1229 : début du règne de la dynastie des Hafsides[15].
- 1235 : début du règne de la dynastie des Zianides fondée par Yaghmoracen Ibn Zian[19]
- 1284 : établissement dans le Constantinois d'un royaume hafside ayant pour capitale Béjaïa et rival de celui de Tunis[20]
- 1299 - 1307 : siège de Tlemcen par les Mérinides[15].
- 1318 - 1337 : siège de Béjaïa  et de Constantine par les Zianides[21]
- 1337 - 1348 : occupation de Tlemcen par les Mérinides[15].
- 1347 - 1348 : extension des Mérinides jusqu'à Tunis[15].
- 1352 - 1358 : deuxième occupation de Tlemcen par les Mérinides[15].
- 1554 : fin du règne de la dynastie des Zianides[19].

## Période de laRégence d'Alger

### Offensive espagnole et époque des beylerbeys
- 1505 : occupation de Mers el-Kébir par les Espagnols[22].
- 1509 : occupation d'Oran par les Espagnols[15].
- 1510 : occupation de Béjaïa et du Peñón d'Alger par les Espagnols[23].
- 1511 : soumission des villes de Mostaganem, Ténès, Cherchell et Dellys à l'Espagne[22].
- 1514 : installation des frères Barberousse à Jijel[23].
- 1516 : les habitants d'Alger font appel aux frères Barberousse[23], qui mettent en échec une expédition espagnole[22].
- 1517 : expédition d'Arudj Barberousse contre Tlemcen ; Khayr ad-Din Barberousse devient maître d'Alger[23] ; prise des villes de Ténès, Miliana et Médéa par Arudj[22].
- 1518 : prise de Tlemcen[22] et mort d'Arudj Barberousse à El Malah ; allégeance de Khayr ad-Din Barberousse à la Sublime Porte[23] et l'Algérie devient ottomane l'année suivante[22].
- 1521 : prise de Collo par Khayr ad-Din[22].
- 1522 : prise d'Annaba et de Constantine[22] par Khayr ad-Din.
- 1525 : reprise d'Alger par Khayr ad-Din[22].
- 1529 : prise du Peñón d'Alger[22] par Khayr ad-Din.
- 1541 : succession de Hassan Agha à Khayr ad-Din Barberousse, victoire sur Charles Quint et extension de la régence d'Alger jusqu’à Biskra[22].
- 1543 : occupation de Tlemcen par les Espagnols[22].
- 1544 : Hassan Pacha désigné beylerbey[24] ; sous son règne, la Régence connait le découpage administratif de son territoire en Beyliks[25].
- 1545 : victoire ottomane sur les Espagnols à Mostaganem[24].
- 1547 : réoccupation de Tlemcen par les Espagnols[24].
- 1550 : Hassan Pacha repousse les attaques marocaines sur Tlemcen et Mostagnem ; prise définitive de Tlemcen [24].
- 1552 - 1556 : extension de la régence d'Alger jusqu’à Ouargla et Touggourt sous le beylerbey Salah Raïs[24].
- 1553 : révolte des Béni Abbès, alliés des ottomans par le passé[24].
- 1555 : libération de Béjaïa[24].
- 1558 : nouvelle victoire ottomane sur les Espagnoles à Mostaganem[24].
- 1559 : répression de la révolte des Béni Abbès, Ahmed Amokrane reconnait la tutelle turque[24].
- 1561 : répression de la révolte des janissaires[26].
- 1563 : établissement du beylik de l'Ouest, avec Mazouna comme capitale[27].
- 1567 : révolte et installation d'un bey à Constantine[26],[28].
- 1568 - 1571 : arrivée des immigrés andalous[26].
- 1580 - 1582 : révolte des corsaires[26].
- 1587 : fin de l'époque des beylerbey et avènement des pachas triennaux[26].

### Époque des pachas et des aghas
- 1589 - 1595 : expéditions en Kabylie[26].
- 1599 - 1603 : révolte populaire contre l’impôt[29].
- 1609 - 1610 : afflux d'un grand nombre d'andalous fuiyant la reconquista[29].
- 1614 : accord de délimitation de la frontière algéro-tunisienne[29].
- 1622 : expédition hollandaise contre Alger[29].
- 1626 - 1633 : insurrection militaire et expulsion des Kouloughlis et des Maures de la milice par les janissaires[30].
- 1637 - 1639 : destruction des bastions de France[30].
- 1638 : insurrection dans le Nord constantinois[30].
- 1648 : résistance à une attaque marocaine dans le beylicat de l'Ouest[30]
- 1654 : expédition française contre Alger[30].
- 1659 : fin de l'époque des pachas triennaux et avènement du gouvernement des aghas ; le Sultan reconnait l'autorité du diwan de choisir le gouvernement et de mener la politique étrangère[30].
- 1659 - 1671 : quatre aghas se succèdent à la gouvernance de la régence[31].
- 1671 : assassinat du denier agha, Ali Agha et avènement du pouvoir des deys[32].

### Époque des deys
- 1671 - 1682 : avènement du premier dey, Mohamed Trik ; attaque espagnole contre Tlemcen, attaque marocaine repoussée et attaque française contre Alger[32].
- 1682 - 1688 : bombardements français sur Alger[32].
- 1688 - 1695 : gouvernance du dey Hadj Chabane, qui attaque Tunis et repousse les attaques marocaines[33].
- 1700 - 1705 : gouvernance du dey Hadj Mustapha ; victoires sur les marocains et les tunisiens ; épidémie de peste à Alger et ses environs qui fait des dizaines de milliers de morts[33].
- 1708 : libération de Mers el-Kébir et d'Oran de l'occupation espagnole[33].
- 1732 : réoccupation de Mers el-Kébir et d'Oran par les Espagnols[33].
- 1732 - 1745 : gouvernance de Baba Ibrahim Dey ; dégradation des relations avec les consuls d'Europe[33].
- 1745 - 1748 : gouvernance du dey Ibrahim Kouchouk ; révolte des Kouloughlis à Tlemcen, soulèvements populaires[34].
- 1766 - 1791 : gouvernance du dey Mohamed Ben Othmane, remarquable organisateur[34],[35].
- 1771 - 1792 : gouvernance de Salah Bey à Constantine, le plus célèbre bey de la province réputé pour son administration[36].
- 1792 : libération d'Oran par le bey Mohamed el Kebir et rétablissement de l'ordre grâce à une réduction importante de l'impôt [34].
- 1798 - 1808 : luttes contre les confréries religieuses Derkaoua et Tidjaniya[34].
- 1809 - 1815 : répressions contre les tribus dissidentes en Oranie et dans l'Algérois[37].
- 1818 - 1830 : gouvernance du dernier dey, Hussein Dey ; expéditions dans le Mzab et le Souf ; révoltes en Oranie et dans le Constantinois[37].
- 1826 - 1837 : gouvernance du dernier bey de Constantine, Ahmed Bey[38].
- 1827 : blocus d'Alger par la France[37].

## Période de la colonisation française

### Conquête et résistance
- 1830 (14 juin) : débarquement français à Sidi-Fredj[37].
- 1830 (5 juillet) : convention entre les français et le dey d'Alger qui livre Alger[39].
- 1831 : occupation d'Oran[40].
- 1832 : occupation d'Annaba[40].
- 1833 : occupation de Béjaïa[40].
- 1834 : signature d'un traité reconnaissant la souveraineté de l'émir Abdelkader[39] ; ordonnance du 22 juillet 1834 désignant un gouverneur général des « possessions françaises dans le nord de l'Afrique »[39].
- 1835 : victoire d'Abd el-Kader à la Macta[39].
- 1836 : occupation de Tlemcen[40].
- 1837 : Traité de la Tafna et prise de Constantine[39].
- 1839 : regroupement territorial des 2/3 de l'Algérie du Nord par l'émir Abd el-Kader[41].
- 1841 : nomination du Bugeaud, gouverneur général de l'Algérie ; fin de « l'occupation restreinte » et guerre totale[39] ; occupation  de Mascara, Saïda et Boghar[41].
- 1843 : prise de la Smala et massacre des populations voisines[39].
- 1845 : soulèvements dans le Dahra, l'Ouarsenis, la vallée du Chelif et en Kabylie à l'appel de Boumâaza[42] ; enfumades du Dahra[41] ; signature du traité franco-marocain interdisant à l'émir le repli au Maroc[41].
- 1846 : ordonnance foncière pour l'annexion des terres agricoles dans le Sahel algérois et la Mitidja[43].
- 1847 : redditions de Boumâaza, Abd el-Kader et Ahmed Bey[43],[42].
- 1848 : proclamation de l'Algérie comme partie intégrante de la France[42].
- 1849 : siège sanglant de Zaatcha[42].
- 1850 : soulèvements dans les Aurès et le Ziban[42].
- 1851 : soulèvement de Bou Baghla en Kabylie[42].
- 1852 : prise de Laghouat, révolte à Touggourt[44].
- 1858 : révolte des Aurès[44].
- 1864 : insurrections des Ouled Sidi Cheikh et des Flittas dans la région de Relizane[44],[42].
- 1865 : le sénatus-consulte du 14 juillet 1865[45],[46].
- 1867 - 1868 : famines sévères dans le pays[42].
- 1870 : Décret Crémieux accordant la nationalité française aux juifs d'Algérie[42].
- 1871 : révolte des Mokrani ; confiscation des centaines de milliers d'hectares des meilleurs terres agricoles en Kabylie[42].
- 1876 : soulèvement d'El Amri à Biskra[47].
- 1879 : insurrection dans les Aurès[47].
- 1881 : instauration du code de l'indigénat, établissant une juridiction d'exception pour les musulmans d'Algérie ; nouvelle insurrection des Ouled Sidi Cheikh à l'appel de Cheikh Bouamama[42],[47].
- 1882 : occupation du Mzab[47].
- 1889 : loi de naturalisation automatique à leur majorité des enfants nés en Algérie de parents étrangers d'origine européenne[48].
- 1898 : émeutes antijuives à Alger pour l'abrogation du décret Crémieux[48].
- 1902 : aménagement du Sahara en Territoires du Sud[49].

### Mouvement national
- 1907 : fondation de l’hebdomadaire Jeune Algérien Islah et du journal Lutte sociale[49].
- 1910 : grève des dockers à Skikda, au cours de laquelle apparaît un drapeau vert frappé d'un croissant et d'une étoile[49].
- 1911 : décrets instituant le service militaire obligatoire pour les Algériens musulmans ; « exode de Tlemcen » : des familles musulmanes quittent l'Algérie pour échapper à la conscription[48].
- 1912 : présentation d'un manifeste du mouvement des Jeunes Algériens au gouvernement français[50].
- 1914 : soulèvement dans les monts des Beni-Chougrane[50].
- 1916 : constitution d'un comité musulman à Berlin pour l'indépendance de l'Algérie et la Tunisie ; soulèvement dans les Aurès[50].
- 1919 : élargissement du corps électoral des indigènes algériens à 420 000 personnes[48],[50].
- 1920 : grande famine dans le pays[48].
- 1922 : victoire de l'émir Khaled aux élections départementales partielles d'Alger[48] ; il présente au président français les revendications des Algériens[50].
- 1925 : fondation du journal Al Mountaquid (« la critique ») par Abdelhamid Ben Badis[48].
- 1926 : fondation de l'Étoile nord-africaine (ENA), qui réclame l'indépendance de l'Afrique du Nord[51].
- 1927 : création de la Fédération des élus indigènes d'Algérie[51].
- 1928 : mise en place de mesures visant à freiner l’émigration vers la France[51].
- 1929 : dissolution de l'ENA[51].
- 1931 : constitution de l'Association des oulémas musulmans algériens[51].
- 1933 : reconstitution de l'ENA, avec à sa tête Messali Hadj[51].
- 1935 : décret « Régnier » réprimant les manifestations contre la souveraineté française[52].
- 1936 : fondation du Congrès musulman algérien, né d'une fédération entre les élus, les oulémas  et les communistes[51] ; constitution du Parti communiste algérien (PCA)[52].
- 1937 : dissolution de l'ENA ; constitution du Parti du peuple algérien (PPA)[51].
- 1938 : constitution de l'Union populaire algérienne[52].
- 1939 : dissolution des formations démocratiques en Algérie, arrestation des principaux dirigeants nationalistes algériens[51].
- 1942 : débarquement des alliés sur les côtes algériennes[53].
- 1943 : présentation du « Manifeste algérien »[51].
- 1944 : ordonnance élargissant le droit de vote (toujours dans un collège distinct de celui des Français d'Algérie) à tous les Musulmans algériens âgés de 21 ans et plus[54] ; abolition du code de l'indigénat ; constitution des Amis du manifeste et de la liberté (AML)[53].
- 1945 : manifestations algériennes contre la colonisation ; massacres de Sétif et Guelma[53],[55].
- 1946 : constitution de l'Union démocratique du manifeste algérien (UDMA) et du Mouvement pour le triomphe des libertés démocratiques (MTLD)[54].
- 1947 : adoption du statut de l'Algérie par le Conseil des ministres, refusé par les députés Algériens ; création de l'Organisation spéciale (OS) prônant la lutte armée ; victoire du MTLD de Messali Hadj au deuxième collège dans les grandes villes algériennes[54].
- 1950 : démantèlement de l'OS[54].
- 1953 : crise du MTLD[54].
- 1954 (mars-avril) : naissance du Comité révolutionnaire d'unité et d'action (CRUA) qui prépare l'insurrection en Algérie[54].

### Guerre de Libération Nationale
- 1er novembre 1954 : début de la guerre d'Algérie[56].
- 5 août 1955 : soulèvement et massacres dans le Constantinois[56].
- 16 mars 1956 : l’Assemblée nationale accorde des pouvoirs spéciaux pour l'Algérie[56].
- 20 août 1956 : congrès de la Soummam du FLN[56].
- 1957 (janvier - novembre) : la bataille d'Alger[56].
- 28 mai 1957 : massacre de Melouza[56].
- 13 mai 1958 : coup d'État[56].
- 19 septembre 1958 : proclamation du Gouvernement provisoire de la République algérienne [56].
- 16 septembre 1959 : discours de Gaulle pour l’autodétermination de l'Algérie[56].
- 1960 (janvier) : semaine des barricades à Alger[56].
- 1960 (décembre) : manifestations algériennes en faveur de l'indépendance[56].
- 1961 (janvier) : création de l'Organisation armée secrète[56].
- 19 mars 1962 : signature des accords d'Évian[56].
- 3 juillet 1962 : proclamation du référendum d'autodétermination de l'Algérie : plus de 99 % des voix pour l'indépendance du pays[56].
- 1962 (été) : massacre des harkis[56] n'ayant pas obtenu le droit d'émigrer vers la France.

## Indépendance
- 29 septembre 1962 : mise en échec du Gouvernement provisoire de la République algérienne par l'Armée de libération nationale (ALN), Ahmed Ben Bella est à la tête du gouvernement[57].
- 4 octobre 1962 : le Conseil de sécurité des Nations unies vote lors de la 1020e séance du Conseil concernant l'Algérie, la Résolution 176 qui recommande à l'Assemblée générale des Nations unies d'admettre ce pays comme nouveau membre.
- 8 septembre 1963 : adoption de la Constitution et instauration d’un régime de parti unique[57].
- 19 juin 1965 : coup d'État qui va placer Houari Boumédiène à la tête du pouvoir[57].
- 1966 (mai) : nationalisation des mines et des compagnies d’assurances étrangères[57].
- 24 février 1971 : nationalisation des hydrocarbures[57].
- 7 février 1979 : élection de Chadli Bendjedid président de la république[57].
- 1980 (avril) : Printemps berbère pour la reconnaissance de la culture berbère[57].
- 1988 (octobre) : émeutes dans le pays qui font plusieurs centaines de victimes[57].
- 18 février 1989 : adoption d'une nouvelle constitution instituant le multipartisme[57].
- 12 juin 1990 : large victoire du Front islamique du salut (FIS) aux élections municipales et wilayales[57].
- 1991 : début des affrontements entre forces de l’ordre et militants du FIS[57].
- 26 décembre 1991 : large victoire du Front islamique du salut (FIS) aux élections législatives.
- 11 janvier 1992 : démission de Bendjedid et annulation du second tour des élections législatives ; instauration de l'état d'urgence ; dissolution du FIS ; assassinat de Mohamed Boudiaf[57].
- 7 février 1993 : prorogation de l’état d'urgence[57].
- 1994 : apparition du Groupe islamique armé (GIA)[57].
- 16 novembre 1995 : élection du général Liamine Zéroual, président de la république[57].
- 15 avril 1999 : première élection d'Abdelaziz Bouteflika, président de la république[57].
- 19 décembre 2001 : l'accord d'association entre l'Algérie et l'Union européennel, paraphé à Bruxelles.
- 8 avril 2002 : le tamazight reconnu langue nationale[57].
- 1er septembre 2005 : entré en vigueur de l'accord d'association entre l'Algérie et l'Union européenne déjà paraphé en 2001.
- 27 avril 2013 : le président Abdelaziz Bouteflika a eu un accident vasculaire cérébral (AVC) qui a affecté sa mobilité et son élocution[58].
- 22 février 2019 : Hirak contre le 5e mandat de Abdelaziz Bouteflika. Les manifestations durent plusieurs semaines et se déroulent tous les vendredis.
- 11 mars 2019 : retrait de la candidature de Abdelaziz Bouteflika aux élections du 18 avril 2019 et annulation des élections.
- 2 avril 2019 : le président Abdelaziz Bouteflika démissionne.
- 9 avril 2019 : le président du Conseil de la nation, Abdelkader Bensalah est investi des fonctions de chef de l'État par intérim.
- 19 décembre 2019 : élection de Abdelmadjid Tebboune, président de la république.
- 2020 (février)  : le premier foyer de contagion du Covid-19 est déclaré dans la wilaya de Blida[59].
- 2020 (octobre) : les autorités algériennes annoncent que le président Abdelmadjid Tebboune est atteint du Covid-19[60].
- 18 mai 2021 : le Haut conseil de sécurité algérien décide de classer le Mouvement pour l'autodétermination de la Kabylie (MAK) et le Mouvement Rachad, basés à l'étranger comme organisations terroristes, à la suite d'« actes hostiles et subversifs commis par les mouvements dits Rachad et MAK pour déstabiliser le pays et attenter à sa sécurité »[61].
- 2021 (juillet - août) : des feux de forêts d'ampleur importante déclarés dans 35 wilayas.
- 24 août 2021 : l'Algérie annonce la rupture des relations diplomatiques avec le Maroc, en dénonçant une série d’« actes hostiles de la part du Maroc » pour justifier sa décision[62].
- 22 septembre 2021 : l'Algérie décide la fermeture immédiate de son espace aérien à tous les avions civils et militaires marocains et à tous ceux immatriculés dans le royaume marocain, évoquant « la poursuite des provocations et des pratiques hostiles de la part du Maroc »[63].
- 6 juin 2023 : 184 pays sur les 193 votants (95% des voix) de l’Assemblée générale des Nations unies, se sont prononcés en faveur de l’Algérie pour qu’elle jouisse de la qualité de membre non-permanent au sein du Conseil de sécurité des Nations unies pour la période 2024-2025[64].
- 2023 (juillet) : des violents feux de forêts se sont déclenchés dans 17 régions du pays.